# Іссикський сель (1963)

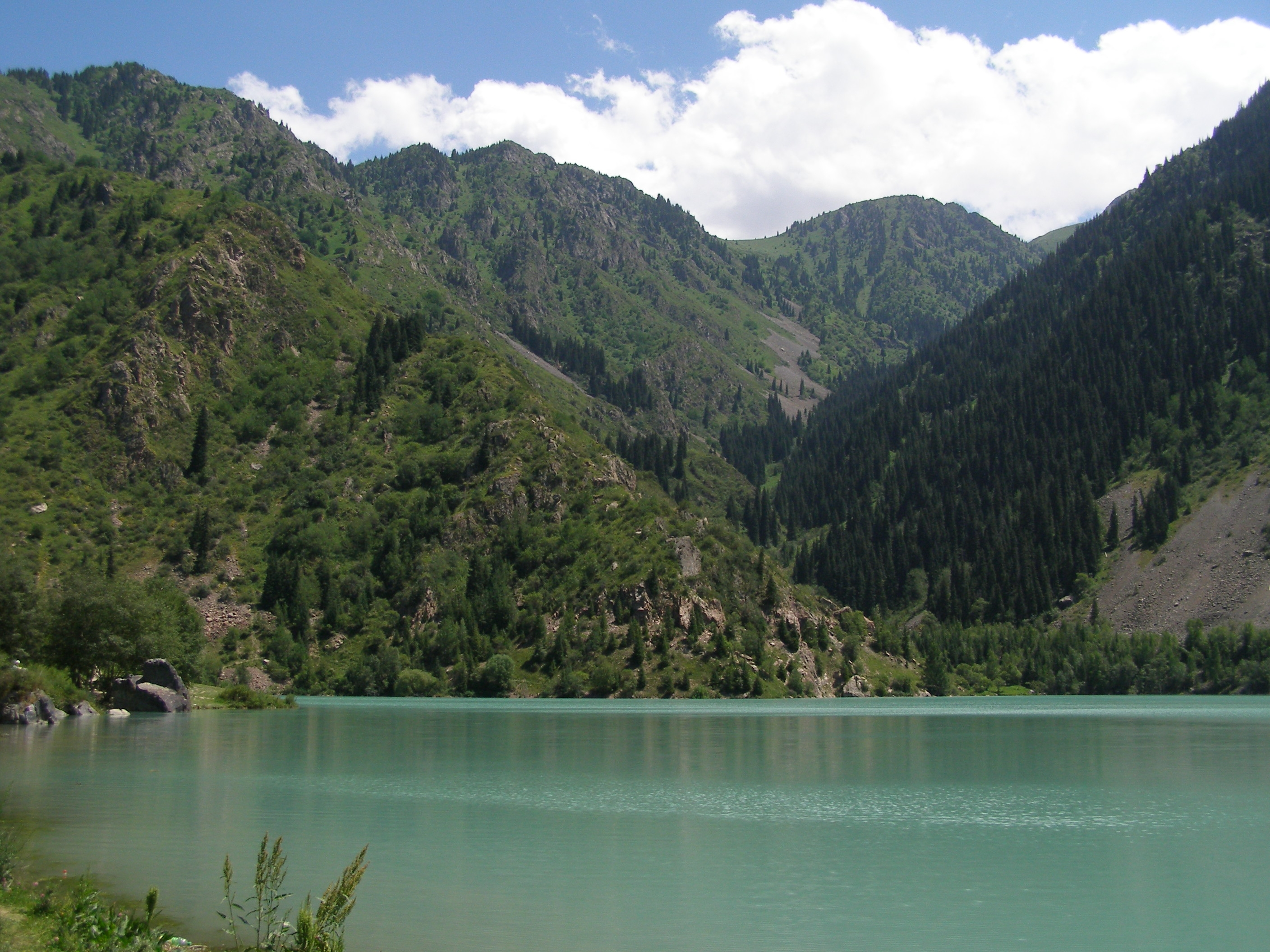
Озеро Іссик

Іссикський сель — стихійне лихо, що сталося 7 липня 1963 року на озері Іссик, розташованому в Іссикській ущелині Заілійського Алатау, в Єнбекшиказахському районі Алматинської області за 40 кілометрів від Алмати. Це один з найбільших і руйнівних селевих потоків на території СРСР.

## Передісторія
З кінця 1950-х років озеро Іссик перетворилося на популярне місце відпочинку алматинців, куди по вихідних щопівгодини з міста ходив рейсовий автобус. На берегах озера був побудуваний двоповерховий готель на сто місць. Також з'явилися ресторан, павільйон фотографії, лазня, перукарня, танцмайданчик. На самому озері відпочивальників катали на катерах, човнах, річковому трамвайчику. Неподалік озера розташовувались санаторії, туристичні бази та піонерський табір. Сюди ж часто привозили високих гостей з Москви і зарубіжних країн, які приїжджали до Алмати.

## Катастрофа
7 липня 1963 року талі води з Жарсайського льодовика, що стікали в гірське озеро Жарсай, наповнили його водою, яка прорвала природну гранітну перемичку. Гігантський селевий потік з каменів і бруду пішов на озеро Іссик, що розташовувалося нижче, підхоплюючи на своєму шляху кам'яні осипи, гігантські валуни, вирвані з корінням вікові ялини.
Вся ця маса обрушилася в озеро Іссик. Удар був такої сили, що воно вихлюпнулося з берегів, а багато катерів і човнів з людьми хвилі розбило о скелі. Сель обрушувався на озеро 12 валами. Найсильнішим виявився третій вал, який викликав на озері величезні хвилі. Почався інтенсивний розмив природної греблі, і через кілька годин обидва озера, верхнє і нижнє, перестали існувати. Потужність Іссикського селю склала шість мільйонів кубічних метрів маси з каменів і бруду.
Того дня була неділя, тому людей, що приїхали відпочивати на Іссик, було багато. В цей же день на озеро привезли Олексія Косигіна, що на той час займав пост 1-го заступника голови Ради Міністрів СРСР. Через це секретар Алма-Атинського обкому партії наказав виставити оточення на правій стороні озера і нікого туди не пускати з простих відпочиваючих. Туди повинні були привести Косигіна. Через це багато людей вибрали для відпочинку інші ділянки берега, які згодом зазнали удару селю. Косигіна супроводжував Дінмухамед Кунаєв, що тоді займав посаду голови Ради міністрів Казахської РСР. За його словами, вони ледве встигли втекти. Тільки вони проїхали міст через річку Іссик, як він рухнув під напором бруду і каменів.
Через кілька годин сель прорвався в Іссикську долину. Піонерський табір встигли евакуювати. Лава з бруду і каменів зруйнувала місто Іссик, розвалила близько 200 будинків, водозабірні споруди ГЕС і підвали винзаводу «Іссик».

## Рятувальні роботи
На порятунок відпочивальників по тривозі була піднята найближча військова частина. Солдати врятували близько 2000 людей. Частина ділянки дороги, що йшла вниз від озера, була знесла селем, і швидко вибратися з місця трагедії можна було тільки повітрям. Тому для рятування людей був задіяний також гелікоптер. Льотчика вертольота, що евакуював людей, нагородили орденом Червоної Зірки. Голодних змучених людей знаходили в горах навіть через кілька днів після катастрофи. Переважно це були грибники, які в момент проходження селю забралися вище озера. Уцілілих людей від озера виводили через гори провідники.
За офіційними даними, опублікованими тоді у пресі, загинуло сто осіб, за неофіційними, жертв було набагато більше — від двох до трьох тисяч. Жертв могло бути ще більше, якби не мотористи, які управляли катерами і баржами з людьми. У їхнє завдання входило не тільки втриматися на плаву, але і не наблизитися до скельних берегів, об які судна були б неминуче розбиті. Потім мотористів нагородять за їхні дії іменними годинниками.

## Висвітлення трагедії в радянській пресі
Радянська влада за традицією замовчувала трагедію. Перша невелика публікація про сель з'явилася 25 липня в Алматинській обласній газеті «Вогні Алатау». Трагедії 7 липня в ній було присвячено три абзаци. Пізніше почали з'являтися більш докладні нариси про сель. 10 вересня 1963 року в газеті «Ленінська зміна» був опублікований нарис «Слідами селевого потоку». Його автор геолог С. Сафонов привів також схему розташування озера Іссик і споруд на його березі, щоб був зрозумілішим опис того, що заподіяв сель. З колегами він пішки пробився до колишнього озера, щоб ознайомитися з наслідками селевого потоку.

## Увічнення пам'яті жертв трагедії
У 1990-ті роки на північному березі озера встановили Поклінний хрест в пам'ять про загиблих під час селю 1963 року. Щороку 7 липня від єсікського Покровського храму сюди відбувається хресний хід.